# Lake (Mississippi)
Lake é uma cidade  localizada no estado americano de Mississippi, no Condado de Newton e Condado de Scott.

## Demografia
Segundo o censo americano de 2000, a sua população era de 408 habitantes.
Em 2006, foi estimada uma população de 404, um decréscimo de 4 (-1.0%).

## Geografia
De acordo com o United States Census Bureau tem uma área de
2,9 km², dos quais 2,9 km² cobertos por terra e 0,0 km² cobertos por água. Lake localiza-se a aproximadamente 132 m acima do nível do mar.

## Localidades na vizinhança
O diagrama seguinte representa as localidades num raio de 28 km ao redor de Lake.